# Heřmanice (Ostrava)
Heřmanice jsou bývalá obec, ležící dnes na území Ostravy. V současné době jsou katastrálním územím a evidenční částí města Ostravy, spadající do městského obvodu Slezská Ostrava. Geograficky se nachází v nížině Ostravská pánev v Moravskoslezském kraji.

## Historie
První písemná zmínka o vesnici pochází z roku 1305 a je uvedena se v soupise desátků vratislavského biskupství jako Hermanni villa. Pravděpodobným zakladatelem, po němž byla ves pojmenována, je kastelán Slezskoostravského hradu Heřman. V roce 1447 zdědil Heřmanice těšínský kníže Boleslav. Roku 1491 je těšínský kníže Kazimír prodal Petru Osinskému z Žitné. V roce 1520 přešla obec do majetku Polské Ostravy. Velkou část Heřmanic koupil roku 1630 Mikuláš starší Vlček za 23 tisíc zlatých. Jindřich Vilém Vlček pak koupil zbývající části a Heřmanice sjednotil – v roce 1683 od Jana Jiřího Kochtického z Kochtic a v roce 1686 od Anny Kechendorfové. Vlčkové pak Heřmanice drželi až do roku 1848.
Až do poloviny 19. století se obyvatelstvo živilo převážně zemědělskou výrobou. Poté většina obyvatel nacházela práci v průmyslovém okolí obce. Přímo na území obce však žádný průmyslový podnik nevznikl. Od roku 1959 zde stojí původně pracovní tábor, nyní věznice.
Roku 1849 se Heřmanice spojily s Hrušovem a Muglinovem a vystupovaly pod jednotným názvem Heřmanice. Již v roce 1866 se však osamostatnil Hrušov a roku 1890 ho následoval Muglinov. K Moravské Ostravě byla obec připojena 1. července 1941. Obec byla během druhé světové války osvobozena Rudou armádou dne 1. května 1945 v 9 hodin.

### Těžba uhlí
Na severozápadním okraji čtvrti býval černouhelný Důl Ida. Ačkoliv majitelé měli snahu těžit černé uhlí, kvůli přírodním a finančním problémům museli těžbu zastavit. Zajímavostí je existence skladiště výbušnin firmy Dynamit-Nobel od roku 1884, které však bylo 19. března 1924 zcela zničeno výbuchem. Toto skladiště přitom zásobovalo trhavinami všechny doly ostravsko-karvinského revíru. 

### Církevní stavby
Poblíž hřbitova stojí barokní Kostel svatého Marka s Farskou zahradou. Duchovním správcem farnosti je P. Mgr. Leoš Ryška, ředitel TV Noe. Na ulici Vrbická je funkcionalistický Husův sbor v Heřmanicích postaveny v roce 1936.

## Významní rodáci
- Slávka Budínová
- Bořivoj Čelovský
- Vladimír Poštulka
- Sergei Barracuda

## Další části Slezské Ostravy
- Antošovice
- Hrušov
- Koblov
- Kunčice
- Kunčičky
- Muglinov
- Slezská Ostrava

## Příroda a turistika
- Halda Heřmanice
- Heřmanický dub - památný dub letní.
- Heřmanický rybník (přírodní památka)
- Ornitologická pozorovatelna Heřmanický rybník
- Naučná stezka Heřmanický rybník
- Zoologická zahrada a botanický park Ostrava